# Домали прст
Домали прст или прстењак (лат. digitus annularis) је четврти прст на људској шаци, а други најближи улнарној кости, постављен између средњег и малог прста. У анатомији га још називају и digitus medicinalis, digitus quartus или digitus IV.

## Етимологија
Према Ласлу А. Мађару (мађ. László A. Magyar), назив овог прста у многим језицима потиче од древног веровања да поседује магичне моћи.
1. Медицински прст. У неким културама магичне моћи овог прста се повезују са исцељитељским моћима. Пример приказа оваквих моћи је Bhaisajyaguru, медицински Буда, који је користио тај прст у ту сврху.
  - енглески језик: 
  - јапански језик: 薬指 
  - корејски језик: 약지 
  - латински језик:
2. Прстењак. У неким културама се овај прст повезује са магичним прстеном. Ово је посебно изражено у европским језицима.
  - албански језик: 
  - арапски језик: البنصر
  - јерменски језик: մատանեմատ
  - каталонски језик: dit anular
  - хрватски језик: 
  - чешки језик: 
  - дански језик: 
  - холандски језик: 
  - енглески језик: 
  - француски језик: 
  - галицијски језик: 
  - немачки језик: 
  - хебрејски језик:קמיצה (kemitzah)
  - мађарски језик: 
  - исландски језик: 
  - ирски језик: 
  - италијански језик: 
  - латински језик: 
  - летонски језик: zeltnesis (златни носач)
  - малајски језик: jari manis (слатки прст)
  - норвешки језик: 
  - персијски језик:'انگشت انگشتری'
  - пољски језик: palec serdeczny (ово би значило „прст од срца“)
  - португалски језик: 
  - румунски језик: 
  - словачки језик: 
  - словеначки језик: 
  - шпански језик: 
  - свахили: 
  - шведски језик: 
  - тамилски језик: 
  - турски језик:
3. Безимени прст. У многим културама се избегава именовање „моћног ентитета“, па га или називају другачијим именом или га називају безименим прстом.
  - бугарски језик: 
  - кантонски кинески језик: 無名指 
  - фински језик: 
  - ган кинески језик: 冇名指 
  - грузијски језик: ara titi (непрст/некористан прст)
  - јапански језик: 名無し指 
  - литвански језик: 
  - стандардни мандарински језик: 無名指/无名指 
  - персијски језик: 
  - руски језик: 
  - санскрит: 
  - татарски језик: 
  - украјински језик:
4. У неким језицима је овај прст добио назив према свом положају, као што је и случај са српским.
  - латински језик: digitus medio proximus (прст поред средњег)
  - грчки језик: παράμεσος paramesos (para = поред + mesos = у средини: прст поред средњег)

## Књига о прстима
Према „књизи о прстима“, како је симболично названо научно истраживање које је трајало скоро двадесет година, а у вези са домалим прстом и кажипрстом, мушкарци са већим домалим прстом имају углавном и дужи полни орган, али и богатију семену течност. Као један од доказа да дужи домали прст представља и доказ љубавних моћи се узима познати лик из историје Ђакомо Казанова. У прилог овој теорији говоре и експерименти рађени на заморцима, мишевима и мајмунима, којима се као последица давања тестостерона, мушког полног хормона, издуживао баш домали прст. Код људи, на развој баш тог прста код фетуса утиче тестостерон у телу мајке. Због свега овога, шака са дужим домалим прстом је названа „мужевном“, насупрот оној код које је дужи кажипрст и која је названа „женственом“. На основу ових открића, а и неких других експеримената, испитивања и посматрања, изведене су још неке корелације; људи са израженијим домалим прстом су у већини случајева наклоњенији спорту, математици, музици и имају бољи осећај за простор.